# Bama shinonagai
Bama shinonagai är en tvåvingeart som beskrevs av Mcalpine 2001. Bama shinonagai ingår i släktet Bama och familjen bredmunsflugor. Inga underarter finns listade i Catalogue of Life.